# Middencirkel (meetkunde)

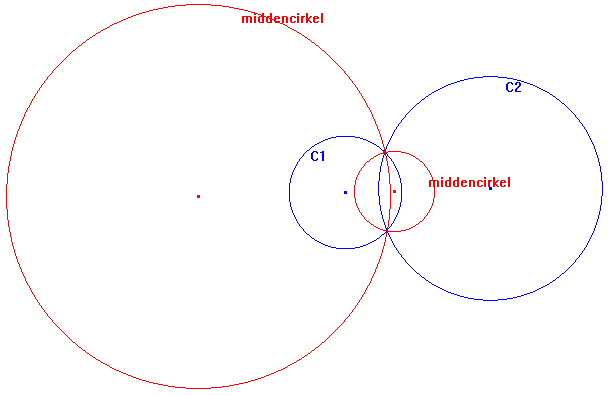

Een middencirkel of machtcirkel van twee cirkels C1 en C2 is een cirkel C die door inversie C1 en C2 op elkaar afbeeldt.
Afhankelijk van de situatie of C1 en C2 elkaar snijden zijn er 1 of 2 middencirkels met het gelijkvormigheidscentrum als middelpunt:
- Twee als C1 en C2 elkaar snijden,
- Een als C1 en C2 elkaar niet snijden, of elkaar raken.

## Eigenschappen
- Middencirkels horen tot dezelfde cirkelbundel als C1 en C2.
- In het geval van twee snijdende cirkels zijn de raaklijnen van de middencirkels in een snijpunt de bissectrices van de raaklijnen van de gegeven cirkels in dat snijpunt. De middencirkels staan dan in hun twee onderlinge snijpunten loodrecht op elkaar.

## Websites
- D Klingens. Middencirkel.